# Thomas Loebb
Thomas Loebb (Gelsenkirchen, 11 luglio 1957) è un ex pallanuotista tedesco, vincitore di una medaglia di bronzo alle olimpiadi di Los Angeles 1984.